# Sotto la maschera (film 1937)
Sotto la maschera (Big Town Girl) è un film del 1937, diretto da Alfred L. Werker.

## Produzione
Il film, prodotto dalla Twentieth Century Fox Film Corporation, fu girato in interni negli studi della casa di produzione, al 10201 di Pico Blvd, a Century City (Los Angeles).

## Distribuzione
Distribuito dalla Twentieth Century Fox Film Corporation, il film uscì nelle sale cinematografiche statunitensi il 3 dicembre 1937.